# ستراتوسفير (لاس فيغاس)

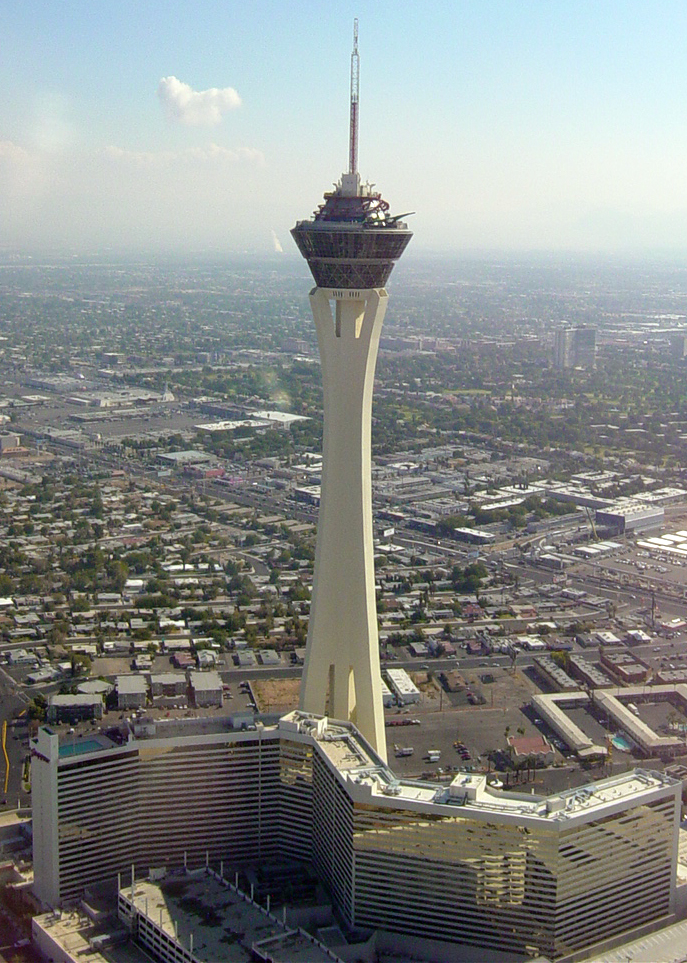
ستراتوسفير (لاس فيغاس)

ستراتوسفير لاس فيغاس: فندق وكازينو يقع في شارع لاس فيغاس ستريب إلى الشمال مباشرة في لاس فيغاس، نيفادا، الولايات المتحدة الأمريكية.
ويحتوي على أطول برج مراقبة قائما في الولايات المتحدة الأمريكية،  وثاني أطول في نصف الكرة الغربي بعد برج السي إن في تورونتو، أونتاريو. هو أطول مبنى في غرب نهر المسيسيبي  وأيضا أطول مبنى في لاس فيغاس، وفي ولاية نيفادا. الفندق عبارة عن مبنى منفصل مكون 24 طابق، 2427 غرفة و80،000 قدم مربع، 7400 متر مربع مخصص فقط للكازينو. وتعود ملكية الستراتوسفير لمؤسسة أمريكان كازينو للترفيه.